# Нерчинский сереброплавильный завод
Не́рчинский сереброплавильный завод (также Аргунский сереброплавильный завод) — казённый завод, действовавший в составе Нерчинского горного округа в 1689—1853 годы. Выплавлял серебро и свинец.

## История
Строительству завода предшествовало начавшееся в 1676 году освоение Троицкого серебросвинцового месторождения в 16 км от реки Аргуни. Первые опытные плавки серебра из нерчинской руды проводил в Нерчинске бронный мастер Козьма Новгородцев. Из 4 кг руды ему удалось выплавить 375 граммов сплава серебра и свинца. Чистого серебра он получить не смог. 29 июля 1687 года в Нерчинске прапорщик Лаврентий Нейтер в присутствии воеводы И. Е. Власова проплавил 5 пудов руды и получил 1 пуд 10 фунтов сплава серебра и свинца. После разделения удалось получить 13,5 золотников чистого серебра, которое Ф. А. Головин, прибывший в Забайкалье для заключения Нерчинского договора, сразу отправил в Москву.
10 октября 1688 года в Москве рудоплавный мастер Стрелецкого приказа Я. Г. Галкин получил чистое серебро из аргунской руды и подтвердил возможность промышленной выплавки серебра и свинца.
После получения грамоты Стрелецкого приказа 30 января 1689 года Я. Г. Галкин и его помощники при участии воеводы И. Е. Власова и Ф. А. Головина основали Нерчинский сереброплавильный завод, закладка которого состоялась в феврале того же года после прибытия мастеров и оборудования из Москвы.
13 апреля 1689 года вышел правительственный указ о строительстве завода. Но активное строительство началось после подписания Нерчинского договора, закреплявшего восточные границы Российской империи. В 1690 году были построен кирпичный рудоплавный горн с ручными мехами, одна галида для разделения серебра и свинца, одна лагерня для очистки серебра. В 1692 году Галкин уехал в Москву, 12 июля 1700 года его место заняли греческие мастера Александр Левандиан и Спиридон Мануйлов, получавшие в качестве оплаты пятую часть выплавленного серебра. В первые годы существования Нерчинский завод действовал нестабильно, в источниках есть лишь косвенные свидетельства реального производства серебра и свинца.
Завод был запущен в 1704 году в 277 верстах к юго-востоку от Нерчинска, в этом же году начались первые регулярные плавки. В 1705 году из 60 пудов руды было выплавлено 0,52 кг серебра и 131 кг свинца. В 1706 году контракт Левандиана и Мануйлова истёк, после чего заводом стали руководить Семён Грек (Григорьев) и его сын Иван. В течение первых 15 лет завод назывался Аргунским — по месту нахождения, после чего получил название Нерчинский в связи с переводом управления в село Нерчинский Завод. Завод действовал с апреля по октябрь, после чего передавался приказчику Аргунского острога под охрану. В первые годы на заводе работали вольнонаёмные работники. Выплавленный за сезон металл отправлялся в Петербург.
С 1704 по 1721 год завод выплавил 118 пудов 8 фунтов 77,5 золотников серебра и 16 118 пудов 32,5 фунта свинца. Низкая производительность завода в первой половине XVII века была обусловлена недостатком рабочей силы.
В 1720 году завод перешёл в ведение Берг-коллегии. С момента основания до 1721 года заводом руководил нерчинский воевода П. С. Мусин-Пушкин. В 1721 году построены два новых цеха с 12 и 3 печами. В 1722 году по инициативе В. Н. Татищева было образовано Нерчинское горное начальство, в 1724 году преобразованное в Нерчинский бергамт. После окончания Северной войны Пётр I отправил для руководства заводом кабинет-курьера И. М. Голенищева-Кутузова, который за период 1721—1723 годов перевёл завод на круглогодичный режим работы.
С 1721 по 1733 год завод выплавил 8344 пуда 37 8 фунтов свинца. В период с 1725 по 1745 год объёмы выплавки серебра на заводе колебались в пределах 1—4 пуда в год. В 1731 году выплавка временно прекращалась из-за истощения рудников.
Первые 35 лет сырьё поступало из Крестовского и Перво-Монастырского рудников, позднее — из Перво-Троицкого и Старо-Зерентуйского месторождений. Трудились на заводе в основном рабочие, были также крестьяне, рекруты и в небольшом количестве ссыльные.
В 1745 году Берг-коллегия заключила договоры с девятью саксонскими мастерами для развития производства на Нерчинском заводе. С их участием были открыты новые рудники и налажена выплавка свинца, поставлявшегося для нужд армии. Также была проведена модернизация производства, переход на конную тягу воздуходувных машин, что позволило с 1747 года значительно увеличить объёмы производства.
Свинец с Нерчинского завода поставляли на Колывано-Воскресенские заводы, где расплавленный свинец использовали для отделения серебра от примесей при выплавке серебра. Также 500 пудов свинца в год поставляли в Санкт-Петербург для артиллерии, а ещё 700 пудов свинца в год продавали или выменивали на товары на месте.
В 1759 году были построены 6 плавильных печей и воздуходувки на конной тяге.
В 1764 году он был перенесён выше по течению реки Алтача. Здесь были построены новые более крупные печи, выплавка руд производилась тремя конными воздуходувными машинами. В 1773 году на противоположном берегу Алтачи в 3 верстах от старого завода построена вторая фабрика с одной конной воздуходувной машиной. В 1793 году построена новая фабрика с одной конной машиной, ветряными печами и двумя горнами. Одна печь выплавляла около 20 пудов свинца. Производимое серебро отправлялось в столицу. Кроме основных цехов на заводе имелась меховая фабрика, кузница со слесарной избой, чертёжная и счётная экспедиция. В 1773 году построен новый госпиталь. Действовала также аптека и горно-заводская школа.
К 1760-м годам 15 печей завода выплавляли около 172 пудов серебра. В 1776 году воздуходувки были частично переведены с конной на водную тягу.
В 1796—1803 годах начальником завода служил член-корреспондент Петербургской академии наук Иван Иванович Черницын.
В конце XVIII века устаревшая техника, развитие золотопромышленности и ряд других обстоятельств привели завод к упадку. В 1853 году завод был закрыт.